# محمد شفيع أوكاروي
محمد شفيع اوكاروي (2 فبراير، 1930- 24 أبريل 1984) -عُرف أيضا بمجدد مسلك أهل السنة، وعاشق الرسول، وخطيب باكستان الأعظم- هو قائد ديني وخطيب جمهورية باكستان الإسلامية في منتصف القرن العشرين. تلقى العديد من التكريم من الحكومة الباكستانية والمؤسسات الخاصة من بينها «ستارة الامتياز» بعد وفاته؛ فقد كان واعظاً إسلامياً وخطيبأً لأكثر من أربعين عاماً في جميع أنحاء العالم. حصل على العديد من الألقاب منها خطيب باكستان الأعظم ومجدد مسلك أهل السنة. ألقى اوكاروي خلال 38 عاماً مايزيد عن 18,000 خطاب حول مئات المواضيع محطماً بذلك كل الأرقام القياسية حتى يومنا هذا. كما أسس جماعة أهل السنة الباكستانية وگل زار حبيب ترست
قالب:أهل السنة والجماعة ألحنفية البريلوية
گلستان اوكاروي (سولجر بازار) بكراتشي. يحتفل أهل السنة بيوم أعظم خطيب عالمي في يوم الجمعة الثالث من شهر رجب كل عام هجري.

## نشأته وتعليمه
قبل سنة من مولده بُشّر والدا اوكاروي بابن كريم ذوشأن عظيم. فقد تنبأ حضرة ميان شير محمد شرق بوري لوالد بذلك قائلاً له:«سوف تتدفق ينابيع النور والبركات من الله.» مبشراً إياه بأن «الله سيرزقك طفلاً ينشر دين الإسلام وحب النبي الكريم (صلى الله عليه وسلم) في كل مكان.»
```
اوكاروي هو الأخ الأكبر بعائلته، وُلد بكهيم كرن شرق البنجاب بالهند. نشأ على الأخلاق والقيم والتربية الدينية العميقة فقد كان والده الحاج شيخ كرم الهي- رجل الأعمال المهاجر من الهند- رجلاً مسلماً متديناً. قضى الفترة الأولى من حياته في قراءة وحفظ 
القرآن
 الكريم كما أتقن عدة لغات. وفي سن الخامسة عشر بدأ بألقاء الخطب؛ فقد أنهى مرحلة التعليم المتوسط وأكمل 
الدرس النظامي
 (المنهج الإسلامي) ودورة الحديث والتفسير في التعيلم الديني.
```

أطلق الناس ببنجاب عليه ألقاب عدة منها متحدث بنجاب الفصيح وبلبل حديقة الرسول. مُنح العديد من الشهادات في دروس النظام والحديث والتفسير على يد حضرة الشيخ غلام علي أوكاروي -شيخ الحديث والتفسير وعلّامة القرآن- والشيخ أحمد سعيد كاظمي صاحب المدرسة العربية الإسلامية أنوار العلوم بمولتان والملقب بغزالي عصره.
تلقى اوكاروي العديد من الخطابات الشفهية من شيخ المشايخ حضرة بير ميان غلام الله صاحب شرق بوري كما حصل على الإجازة والخلافة من العديد من الشخصيات الكريمة في «سلاسل الطريقة».

## حياته الشخصية
تزوج اوكاروي في سن مبكرة ورُزق بأحد عشرة ولداً (ستة إناث وخمسة ذكور). تُوفي اثنان منهما خلال فترة سجنه في غضون أسبوع واحد ـ منير أحمد ذو العام ونصف العام وتنويرأحمد ذو الخمسة عشر شهراً. وسار على دربه ابنه الأكبر الدكتور العلامة كوكب نوراني اوكاروي حيث أصبح عالماً رائداً في مجال الإسلام.
عمل بجد طوال حياته فقد جعل النهار للبحث والدراسة والليل للعبادة والصلاة ولم يكن يعرف طعم الراحة إلا بعد الفجر. حيث يبدأ يومه في الحادية عشر صباحاً منطلقاً إلى المكتبة ليستقبل مئات الزوار والمحبين يومياً من بعد الظهر وحتى العشاء؛ فقد كان معروفاً بإلقاء ما يقرب من عشرة خطب في اليوم الواحد.
كان اوكاروي يحمل من الصفات الشخصية والخصال الحميدة ما يجعله شخصية بارزة ومحبوبة لدى الجميع. فهو شخص شديد التواضع فلقد قطع آلاف الأميال سيراً على قدمه دون تذمر أو شكوى كما لم يُحبذ وضع أية ألقاب بجوار اسمه. وهو ذو شخصية كاريزمية تاركاً بذلك انطباعاً بالغ الأثر بالجميع. بالإضافة إلى حسن استقباله وضيافته للزوار فلم يقتصر الأمر على تقديم الطعام والشراب بل وجلوسه معهم ومشاركتهم الطعام. لقد كان بحق رجلاً عطوفاً متواضعاً وكريماً.
لم يتذمر اوكاروي يوماً خلال دعوته للإسلام فلقد سافر إلى الأرياف والمناطق النامية بالرغم من اضطراره إلى العيش في تلك الظروف الصعبة والمدقعة بل إن كل من قابله يوقن بأن يحرص كل الحرص على حق العائلة والأصدقاء فقد وضع تعليم وتربية أولاده نصب عنيه. كما كان رجلاً متسامحاً وليناً بعيداً كل البعد عن الجمود والخداع فقد كان يحترم الكبير ويعطف على الصغير ولم يستخدم أيّة ألفاظ سيئة طوال حياته. ولقد سعِد معلميه وزملائه بمجالسته كثيراً.

## العمل الأكاديمي والديني
شارك اوكاروي في العديد من النشاطات الدينية والوطنية والاجتماعية مما جعله شخصية بارزة للغاية. فبعد هجرته من الهند بصحبه والده شيّد مسجد غوثيه بأوكارا عام 1947. وفي عام 1950 بدأ يخطب بالمصلين يوم الجمعة في مسجد مهاجرين بمدينة ساهيوال والتي تعج بالجماهير. كما ظل مسئولاً عن القسم الديني بمدرسة بيرلا الثانوية بأوكارا بالإضافة إلى تنظيم الدروس الدينية والدورات التعليمية للنساء ووضع خطط العمل لمعلمي الفتيات وأئمة المساجد وتعليم أطفال المدارس والمعاهد الدينية قراءة السنة الشريفة وإعداد سلسة من الملصقات بعنوان «أسس الإسلام».
وفي عامي 1952 و1953 شارك في حركة حفظ خاتم النبوة (الدفاع عن خاتم النبوة). كما أنشأ في عام 1954 جمعية الحنفية أشرف المدارس بأوكارا وظل واحدأ من معلميه وراعيه.
وفي عام 1955 توجه اوكاروي إلى كراتشي لمدة عشرة أيام ألقى خلالها أولى محاضراته بمسجد آرام باغ في أولى ليالي القدر (ليلة الحادي والعشرين من رمضان) ومنذ ذلك الحين طالبه الناس بمحاضرات يومية؛ فقد تأثر الناس بخطابه الرائع وصوته المؤثر وأسلوبه البديع. ونظراً لذلك انتقل أوكاروي إلى كراتشي حيث عُيّن خطيباً وإماماً بميمن مسجد أكبر مساجد كراتشي عام 1956.
كما أسّس أوكاروي جماعة أهل السنة عام 1956 حيث بدأ برنامجه الدعوي بتدريس القرآن بالمنازل كل أحد من العصر إلى المغرب. كما نظم دروس الفقه للموظفين العاملين بمعدل خمسة حصص أسبوعياً. وعلى مدار عام كامل قدم 300 موضوع من المجلدات الثلاث الأولى من فتاوى رضويه.
وبعد مغادرته ميمن مسجد عمل الأوكاروي كخطيب وإمام لصلاة الجمعة بثلاثة مساجد بدون أجر: جامع مسجد عيد گاه ميدان لمدة ثلاث سنوات ثم جامع آرام باغ لمدة عامين وثلاثة أشهر وأخيراً مسجد النورلمدة اثنا عشر عاماً بالإضافة إلى إلقائه درس تفسير القرآن.
وفي عام 1964 شيد مبنى إدارة غوثيه (يعرف أيضاً بالمركز الثقافي الإسلامي) وبنى مسجد غوثيه في الحارة الثانية لجمعية الإسكان التعاونية لموظفي باكستان (P.E.C.H.S) بكراتشي. كما أسس المدرسة الدينية دار العلوم حنيفية غوثيه بنفس المبنى.
في عام 1973 وضع اوكاروي حجر الأساس لگلستان اوكاروي (سولجر بازار) بكراتشي ومنها انطلقت أولى خطاباته وإمامته بالمصلين. ولهذا المكان أهميتة التاريخية نظراً لأنه قد خُصص لبناء مسجد للسنوات المائه الماضية.
أسس جمعية گل زار حبيب ترست والتي أنشئ تحت إدارتها جامع مسجد گل زار حبيب وجامع الإسلامية گل زار حبيب وجامعہ إسلامية گل زار حبيب حيث يوجد المزار الشريف له بالمسجد هناك.
ومن عام 1956 وحتى 1984 كان أكبر تجمع ديني بالبلاد هو التجمع حول خطبة اوكاروي في ليلة عاشوراء (ليلة العاشر من محرم).
وفي عام 1970 أصبح أحد الشخصيات القيادية لحركة الحفاظ على نظام المصطفى (صلى الله عليه وسلم). كما أسس العديد من المنظمات منها: بعثة تبليغ السنة وجماعة محبي الصحابة وأهل البيت وتنظيم أئمة وخطباء المساجد وأهل السنة وغيرها.
زار أكثر من ألفي مكان في جميع أرجاء باكستان لتعليم الأميين والتعريف بالإسلام وتوضيح الاستفسارات حول المسائل الإسلامية وزيارة الأضرحة المقدسة والمساجد. حتى في تلك القرى التي لا يجيد أهلها اللغة الأوردية مثل السند وبلوشستان استفاد المستمعون من خطبه القيمة. كما أنشأ أكثر من 200 مدرسة ومعهد ديني في أرجاء البلاد.

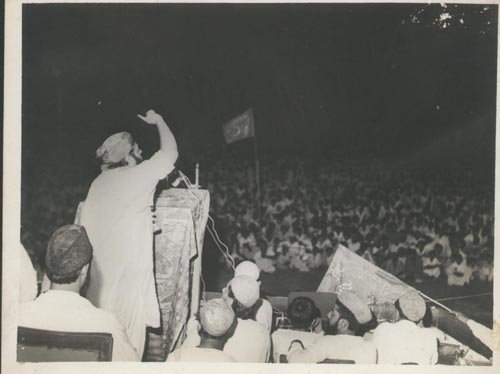

ووضع أسس جماعة أهل السنة في بلوشستان وجميع أنحاء باكستان وآزاد كشمير ويمكن الإطلاع على التفاصيل في كتاب «خطيب باكستان معاصرين في عيون التابعين» وبُثت خطبه الرائعة عبر الإذاعة منذ زمن الرئيس اسكندر ميرازا.
وفي عام 1962 سافر إلى بغداد وسوريا وكربلاء وبيروت وجدة ومكة المكرمة والمدينة المنورة. وقد زار خلال تلك الرحلة أضرحة العديد من علماء الدين والكثير من المساجد البارزة والأماكن المقدسة الشريفة ويمكن الإطلاع على التفاصيل في كتابه «راه عقيدت».
كما أسس جمعية جماعة أهل السنة والجماعة في جنوب أفريقيا عام 1976 وزارأكثر من سبعين مدينة في أنحاء المحافظات الأربع بالدولة منها بيت ريتيف وجوهانسبرغ ودوربان وغيرهم. وكانت آخر جولة دولية له للهند عام 1983 زار خلالها مومباي وأجمير ونيودلهي وبريلي.

## التعاليم الدينية
إن الإجلال والحب الشديد للنبي الكريم (صلى الله عليه وسلم) وأهل بيته وآله وصحبه ومن تبعه بإحسان كان أهم ما يركز عليه هذا الصرح الكبير من أعلام الخطابة. فقد ذكر -الحارس الجرئ لشرف النبوة وفارس الحقيقة المغوار- أنه من واجبنا أن نحفاظ على تعاليمهم وشرفهم ولذا فعلينا أن نكون تابعين اقوياء ومخلصين لطريق الحق.
كانت رؤية اوكاروي محددة من خلال تعاليم القرآن الكريم وتراث الرسول الكريم (صلى الله عليه وسلم). فوقوفه في وجه خصومه وإعاقته لهم جعل القائد يجزم بأنه لو أن هناك رجل آخر ك اوكاروي لتحولت البلاد بأكملها. فحتى مع معارضيه لم يسلك طريق العنف وإنما اختار عوضاً عن ذلك طريق الرسول الكريم (صلى الله عليه وسلم) ليعلمهم بالرفق واللين أن يكونوا أمناء وصادقين. فقد كان حقاً يكره ذلك عندما لا يكونوا الدعاة للدين لا يتبعون سنة الرسول (صلى الله عليه وسلم) أو يُسيئوا تفسير أو يحرفوا المعنى الحقيقي للقرآن الكريم والحديث الشريف. عُرف عن إلقائه لمحاضرات تستمر لعدة ساعات في تفسير آية واحدة من القرآن الكريم وإيضاح الإعجاز في كلماته بالإضافة إلى استخدام عنصر الطرفة بخطبه.
جُذبت الجماهير العريضة لأسلوب النقي والسلس في الوعظ والتطبيق فقد كان منهجه في الحياة تطبيق ما يعظ إليه. فلقد اعتبر المنبر شرفاً وُّكل إليه من رسول الله (صلى الله عليه وسلم) فلم يخفي أية حقائق لتحقيق مكاسب دنيوية.
لم تُثنيه أيّ من التهديدات أو الاعتداءات عن قول كلمة الحق؛ فقد كان رده على أولئك المحتجين على دعوته لهم بالمنافقين والكافرين بقوله:«أنا لم أذكر اسم شخص بعينه في خطابي ولكني أتحدث عن من لديه معتقدات خاطئة وفقأ للقرآن والسنة وأنا على ثقة مما قُلت. لقد شرحت فقط صفات المنافقين الذين وصفهم النبي (صلى الله عليه وسلم) حتى يتمكن المسلمون من حماية عقائدهم الدينية. فإذا كانت تلك الصفات موجودة في شخص ويمكن رؤيتها فلمَ يلومني بدلاً من تصحيح نفسه وتقبل الحقيقة؟». لقد نشر اوكاروي ما منحه الله من علم وتطبيق ونعمة وتميز في جميع أنحاء العالم فضلاً عن تلك الذكريات والنصب التذكارية.

## المساهمات السياسية والاجتماعية
لم يكن أوكاروي رجلاً سياسياً ولم تكن السياسة في مصب اهتماماته إلا أنه أصبح ناشطاً سياسياً بهدف تعزيز كلمة الإسلام وفي سبيل الدين. فقد عُين رئيساً لحركة خاتم النبوة بمنطقة ساهيتوال في عامي 1952-1953 وذلك لما يتمتع به من تأثير ونفوذ في منطقتي ساهيوال والبنجاب.
أثناء الحرب بين الهند وباكستان عام 1965 حث اوكاروي الأمة بكل حماسة على الجهاد. كما قدم آلاف الروبيات لصندوق الادخار الوطني وجمع من التجمعات أثناء خطبه مؤناً تُقدر بملايين الروبيات على هيئة ملابس ومستلزمات شخصية أخرى. واتجه مع مجموعة من علماء الدين الكرام إلى مخيمات اللاجئين المضطهدين في كشمير آزاد وكشمير المحتلة ووزع آلاف الروبيات نقدا بنفسه. زار اوكاروي اثنتين وعشرين مكانا مختلفا في كشمير آزاد وسيال كوت وجهمب جوريان ولاهور وواهكه وكهيم كرن والعديد من مخيمات اللاجئين الأخرى. وألقى خُطباً حماسية للجنود حول أهمية الجهاد في سبيل الله وفضيلة ومجد المجاهد.
في عام 1970 شارك اوكاروي في الانتخابات كمرشح لعضو الجمعية الوطنية من كراتشي منافساً ومناضلاً ضد توغل الاشتراكية المفاجئ وانتُخب عضواً في الجمعية الوطنية. كما رُشح كعضو في مجلس الشورى (البرلمان الباكستاني) عام 1980 والذي أُنشئ حديثاُ من قِبل الرئيس الباكستاني الجنرال محمد ضياء الحق، وحقق إنجازات بارزة في التنظيم والترتيب وإصدار القوانين الإسلامية.
ظل اوكاروي عضواً في اللجنة الدائمة التي أنشأتها وزراة الشئوون الدينية وكذلك مسئولاً عن وزارة الأوقاف الاتحادية الباكستانية وعضواً في لجنة المنح الجامعية حتى قبل بضعة أشهر من رحيله.
كما كان عضواً مؤسساً للجنة سيرة الوطنية في الحكومة الباكستانية حيث حقق خدمات متميزة للاتحاد بين المسلمين منها صندوق الادخار الوطني للاجئين والمصابين جراء الفياضات والزلازل المتكررة. واستمر بتقديم المساعدة للمتضررين من الكوارث المفجعة.
اقترح تحويل اسم منطقة «كولي مار» بكراتشي إلى «كل باهار» ومنطقة «رام باغ» إلى «آرام باغ» وتمت الموافقة عليه.
وفي عهد الجنرال ضياء الحق تم قبول طلب اوكاروي لنائب الحاكم العرفي بتوفير وسائل النقل لشرطة كراتشي فزُودت الشرطة بسيارات سوزوكي لسرعة مكافحة الجريمة أثناء القيام بالدوريات.

## السجن السياسي
اعتُقل اوكاروي لنضاله ضد الحركة القاديانية وزُج به في سجن مونتغمري لمدة 10 أشهر توفي خلالها اتنين من أبنائه في غضون أسبوع واحد، منير أحمد البالغ ذو العام ونصف العام وتنوير أحمد البالغ 15 شهرا. وقام نائب المفوض بزيارته في السجن بعد أن قدم عدد من أصحاب النفوذ توصيات بالنسبة له ودعاه بشكل ودّي قائلا له:«أصبحت ظروف عائلتك سيئة جدا بعد الوفاة المفاجئة للطفلين لذا يمكنك أن توقع على رسالة الاعتذار على أن تبقى مخفية عن العامة وسيفرج عنك اليوم.» فأجابه أوكاروي:«لقد عملت من أجل احترام وإجلال الرسول الكريم (صلى الله عليه وسلم) وإنني أؤمن بأن النبي الكريم سيدنا محمد (صلى الله عليه وسلم) هو آخر أنبياء الله تعالى ولذا فإن مسألة الاعتذار ليست واردة. لقد رحل الطفلان بعيداً وسأظل صامداً على معتقدي حتى وإن فقدت حياتي.»

غضبت الحكومة كثيراً من هذا الرد وفرضت عليه المزيد من الأذى والمعاناة فقد تم الاحتفاظ به في الحجز في القسم الثالث مع تطبيق المزيد من القيود حتى تلك المتعلقة بالزيارات. ومع ذلك فقد ظل محتملاً كل الصعوبات بكل صبر وصمود حتى النهاية.

## محاولة اغتيال
في اليوم السادس عشر من أكتوبر عام 1962 جرت محاولة لاغتيال اوكاروي باستخدام الأسلحة البيضاء أثناء إلقائه إحدى خطبه في سوق كهدا بكراتشي. وقد تلقى عدة طعنات خطيرة في عنقه وكتفيه ورأسه وأعلى ظهره. استغرق الأمر أكثر من عدة ساعات لنقله إلى المستشفى وتلقي العلاج المناسب حيث ظل لمدة ساعتين ونصف الساعة بدون مساعدات أولية فورية أو مرافق طبية علاجية مما أدهش الأطباء أنه مازال على قيد الحياة رغم كل تلك الجروح العميقة والنزيف الحاد. وظل اوكاروي تحت العناية الطبية لمدة شهر ونصف الشهر. وأثناء الإدلاء بإفادته أمام ضابط الشرطة قال اوكاروي:
«أنا لا أحمل الضغينة لأحد ولست بجاني، فإن كنت قد ارتكبت أي جريمة من هذا فهي فقط أنني أبشر بالدين الأسلامي وأمجد وأثني على سيد العالمين، مهذّب الإنسانية ورحمة للعالمين (صلى الله عليه وسلم). أنا لا أريد أن أنتقم لنفسي ولا أريد أن يُفعل بالمعتدين شيء. سُفك دمي بدون داع إلا أن إلهي ربٌ كريم يقبل هذا التصالح ويجعله وسيلة لنجاتي لذا أنا أعفو عن المعتدين. في حين يمكنكم أن تفعلوا ماترونه مناسباً لأقرار السلام ومنع حدوث مثل تلك الحوادث مرةً أخرى.»
لقد جرت ثلاث محاولات مسبقاً لاغتيال اوكاروي: واحدة عندما ألقت امرأة حجراً عليه أثناء إلقائه لمحاضره، والأخرى كانت هجوماً بالسكين، والأخيرة بوضع خنجر بحذائه إلا أنه قد قيل أن نجاته من حادثة الاعتداء هذه ما هي إلا معجزة بحق. وبالرغم من ذلك لم يعين أي محامي لمتابعة هذه القضية كما أنه لم يحضر أياً من جلسات الاستماع إلا إذا استُدعي كشاهد فقط. وأصبح خبر محاولة اغتيال اوكاروي في صباح اليوم التالي السابع عشر من أكتوبر العنوان الرئيسي في جريدة «ديلي نيوز». وبعد خروجه من المستشفى انشغل في التبشير بالإسلام وألقى أولى محاضراته بنفس مكان الاعتداء واستمرت الاحتجاجات في باكستان منددةً بهدذا الاعتداء لعدة أشهر.

## وفاته وإرثه
أصيب اوكاروي بنوبته القلبية الأولى عام 1974إلا أنه استمر برفع لواء السنة بجميع أنحاء العالم بدون توقف. وفي عام 1975 أصيب بنوبته الثانية أثناء قيامه برحلة فعاد إلى كراتشي ومكث في مستشفى القلب تحت العناية لمدة ستة أسابيع.
وفي العشرين من أبريل عام 1984 ألقى خطابه الأخير في صلاة الجمعة بجامع مسجد گل زار حبيب قبل إصابته بالنوبة الثالثة بمساء نفس اليوم كما أعلن ذلك المعهد الوطني لأمراض الأوعية الدموية القلبية. وفي فجر اليوم الثالث (يوم الخميس الحادي والعشرون من رجب المحرم عام 1404 هـ الموافق الرابع والعشرون من أبريل عام 1984م) وافته المنية أثناء قرائته «صلٰوت وسلام علي النبي» عن عمر يناهز الخامسة والخمسين.
وبعد ظهر اليوم التالي (25 أبريل 1984) حضر الملايين صلاة الجنازة بحديقة نشتار بكراتشي بإمامه العلامة سيد أحمد سعيد كاظيمي ودُفن بجوار مسجد گل زار حبيب وجاري إنشاء ضريح هناك.
كتب الرئيس ضياء الحق خطاباً عن واصفاً إياه بقوله:
«لقد كان خطيباً بارزاً وداعٍ مؤثر فبفضل علمه الديني الهائل وخطبه الرائعة وكلماته الرقراقة أصبح مشهوراً بخطيب باكستان. لقد كرس كل لحظة بحياته في خدمة الأسلام ووحدة المسلمين ونشر التعاليم الأسلامية.»
كما كتب الجنرال جاهان داد خان (حاكم السند) في فبراير 1985 :
«لم يكن عبقرياً فحسب بل خطيب متنوع ذو تأثير أيضاً فلم يقتصر تأثيره خلال الدعوة على المسلمين فقط بل امتد ليشمل غير المسلين كذلك والذين اعتنقوا الإسلام بأعداد غفيرة. ولتميزه كزعيم ديني فقد تجاوزت قدراته حدود باكستان وقد اعتُرف به دولياً.»
كذلك كتب سيد يوسف رضا جيلاني (رئيس مجلس وزراء باكستان حاليا وهو وزير السكك الحديدية سابقاً):
«برحيل خطيب البلاد الممتاز- محمد شفيع اكاروي- حُرم العالم الإسلامي من باحث رائد كبير. فلقد قضى كل حياته في الدعوة بالإسلام مستخدماً خطاباته الرائعة لإنتاج وتنمية دفء محبة النبي (صلى الله عليه وسلم) في قلوب المسلمين. وكثيراً مالبى دعواتنا بملتان وأفادنا بخطاباته وأحاديثه.»
أيضاً كتب أحد محبيه:
«إنه أحد تلك الشخصيات التي اكتسبت حياة خالدة بعد وفاته. فهو شخصية لا يمكن أن تُدمر بتقلبات الزمن ومرور الأيام وستبقى في صفحات الكتب وقلوب الأجيال إلى يوم القيامة لا يمكن محوها أو انهائها أو تدميرها بمشيئة الله تعالى.»
وقال محب آخر:
«أثناء حديثه عن موضوع حقوق وآداب الوالدين يمكن للمرء أن يسمع النحيب وسط آلاف الحشود حيث يطلب العاقّين المغفرة ومازالت هذه المشاهد وكلمات الخطاب في ذهني حتى يومنا هذا.»
في الثالث والعشرين من مارس عام1985 منح الرئيس ضياء الحق جائزة «ستارة الامتياز» ل اوكاروي تقديراً لاسهاماته في خدمة الدين فمنذ تأسيس باكستان وحتى نهاية حياته ظل اوكاروي مثالاً للثقة والوطنية وشخصية محبوبة ومشهورة ومتميزة.وأصبح له آلاف المريدين في العالم أجمع فقد كان سبباً في اعتناق أكثر من 3000 شخص للإسلام.
فسّر تسعة أجزاء من القرآن الكريم على مدار 29 عاماً -وهو ما يحرص ابنه الدكتور العلامة كوكب اوكاروي على اكماله واستمراره- فمؤهلاته العلمية ووصفه البرائع ونوعية خطبه كانت فريدة تمس القلوب ولذا فقد كانت منطقة كهانجي بارا بكراتشي في عشية يوم عاشوراء (ليلة العاشر من محرم) تشهد أكبر تجمع ديني بالبلاد للاستماع لخطبة. كما بدأ اوكاروي باسم جماعة أهل السنة العشرة أيام مجالس المحرم وتنظيم التجمعات ومواكب جشن عيد ميلاد النبي (صلى الله عليه وسلم).
وتخليداً لذكراه نشرت أكاديمية اوكاروي (العالمي) مجلة الخطيب بمناسبة عرس مبارك كل عام. كما يتجمع الناس في يوم الجمعة الثالث من شهر رجب في كل مساجد السنة بالعالم للاحتفال بيوم أعظم خطيب ويمكن الحصول على أشرطة الفيديو والكاسيت من أكاديمية (العالمي).

## مؤلفاته وأعماله
قدم اوكاروي العديد من الخطب والمناقشات والخطابات والأوطروحات والكتب المتميزة والتي انتُشرت على مستوى العالم. كما ترجم القرآن الكريم موضحاً ما به من حكم ومواعظ وشرحَ تفاصيل ودقائق الأحاديث. ألّف 25 كتاباً ذو أسس بحثية علمية معتمدأ في تقديمه للعلم الديني على حبه للرسول الكريم (صلى الله عليه وسلم). ومازالت كتبه تُطبع بملايين النسخ حتى الآن.
- الذكر الجميل في حليۃ الحبيب الخليل (مجلدان).
- الذكر الحسين في سيرت النبي الامين.
- شام كربلا.
- راه عقيدت (سفر نامه بلاد عرب).
- امام پاك اور يزيد پليد.
- بركات ميلاد شريف وسلام وقيام.
- ثواب العبادات الي ارواح الأموات.
- نماز مترجم.
- سفينۂ نوح دوم (مجلدان).
- مسلمان خاتون.
- راه حق.
- درس توحيد (اپنے آئينےميں).
- انوار رسالت.
- مسئلهٴ طلاق ثلاثه.
- نغمۂ حبيب۔
- مسئله سياه خضاب.
- انگوٹهے چومنے كا مسئله۔
- اخلاق واعمال (بث الخطب).
- تعارف علماےديوبند.
- ميلاد شفيع*.
- جہادوقتال*.
- آئينۂ حقيقت*.
- نجوم الهدايت*.
- مسئله بيس تراويح*.
- مقالات اوكاروي *.

(*) هذه الكتب لم تنشر بعد.

## وصلات خارجية
الموقع الرسمي لمحمد شفيع اوكاروي:
http://hazratkhateeb-e-azam.weebly.com/
الموقع الرسمي للعلامة كوكب نوراني:
http://www.allamahkaukabnooraniokarvi.com/ نسخة محفوظة 19 أكتوبر 2015 على موقع واي باك مشين.
مركز للصور:
https://www.dropbox.com/sh/ysyrggho5f9gijw/EU70aAGGlU